# 略雷特-德比斯塔阿莱格雷
略雷特-德比斯塔阿莱格雷（西班牙語：Lloret de Vista Alegre）是西班牙巴利阿里群岛的一个市镇。总面积17平方公里，总人口981人（2001年），人口密度58人/平方公里。